# С-чип
С-чипы (англ. S-Chips, кит.: S股), также известные как С-акции — термин, относящийся к китайским компаниям, чьи акции продаются на Сингапурской бирже. Эти компании зарегистрированы в Сингапуре, Британских Виргинских островах, Каймановых островах и Бермудах, и ведут деятельность в материковом Китае. Во время финансового кризиса 2007—2010, многие С-чипы были в центре корпоративных скандалов.
Основная разница между С-чипами и П-чипами — фондовая биржа, на которой они продаются.
Индекс, отображающий цены С-чипов — FTSE ST China Index. С января 2008 по октябрь 2009 FTSE ST China Index имел падение на 60 %, а Индекс китайский предприятий Хан Сэн, отображающий цены Х-акций — −20 %.